# Aachtobel
Das Gebiet Aachtobel ist ein mit Verordnung vom 24. März 1939 des Badischen Ministers des Kultus und Unterrichts (Nachfolger ist das Regierungspräsidium Tübingen) ausgewiesenes Naturschutzgebiet (NSG-Nummer 4.057) im Norden der Stadt Überlingen, im Nordosten der Gemeinde Owingen und im Nordwesten der Gemeinde Frickingen, alle zum baden-württembergischen Bodenseekreis in Deutschland gehörend. Es zählt damit zu den ältesten Naturschutzgebieten Deutschlands. Der Aachtobel wird von der Linzer Aach durchquert.

## Lage
Das rund 72 Hektar – davon 52 Hektar auf Owinger, etwa 15 Hektar auf Überlinger und fast sechs Hektar auf Frickinger Gemeindegebiet – große Naturschutzgebiet Aachtobel gehört naturräumlich zum Bodenseebecken und Oberschwäbischen Hügelland. Es liegt etwa 400 Meter östlich des Owinger Ortsteils Hohenbodman auf einer Höhe von 520 bis 607 m ü. NN.

## Geologie
Auf einer Länge von etwa zwei Kilometern hat sich die Linzer Aach hier seit der letzten Eiszeit vor 25.000 Jahren fast 120 Meter tief in den weichen Molassesandstein des oberen Linzgaus eingeschnitten.

## Schutzzweck
Wesentlicher Schutzzweck ist die Erhaltung und Aufwertung der tief eingeschnittenen Schlucht im Überlinger Molassegebiet mit steil abfallenden Felswänden und mehreren seitlichen Quelltobeln. Besonderer Schutz gilt dem Grau-Erlen-Auewald, dem Schluchtwald an den Hängen und den vorkommenden alpinen Pflanzenarten.

## Flora und Fauna

### Flora
Aus der schützenswerten Flora sind folgende Arten (Auswahl) zu nennen:
- Amaryllisgewächse
  - Frühlingsknotenblume (Leucojum vernum), auch Märzenbecher genannt
- Birkengewächse
  - Grau-Erle (Alnus incana), in manchen Gegenden Eller genannt
- Heidekrautgewächse
  - Heidelbeere (Vaccinium myrtillus), regional auch Blau-, Schwarz-, Wild-, Wald-, Bick-, Zeck-, Moos- oder Heubeere genannt
- Kieferngewächse
  - Waldkiefer (Pinus sylvestris), auch Gemeine Kiefer, Rotföhre oder Forche genannt
- Orchideen
  - Großes Zweiblatt (Listera ovata), Orchidee des Jahres 1992
- Schmetterlingsblütler
  - Frühlings-Platterbse (Lathyrus vernus)

### Fauna
Aus der schützenswerten Fauna sind folgende Spezies (Auswahl) zu nennen:
- Insekten
  - Ameisen
    - Rote Waldameise (Formica rufa)

  - Schmetterlinge: Bläulinge
    - Ulmen-Zipfelfalter (Satyrium w-album)
- Vögel
  - Rabenvögel
    - Eichelhäher (Garrulus glandarius), der Polizist des Waldes

## Wallfahrtskapelle

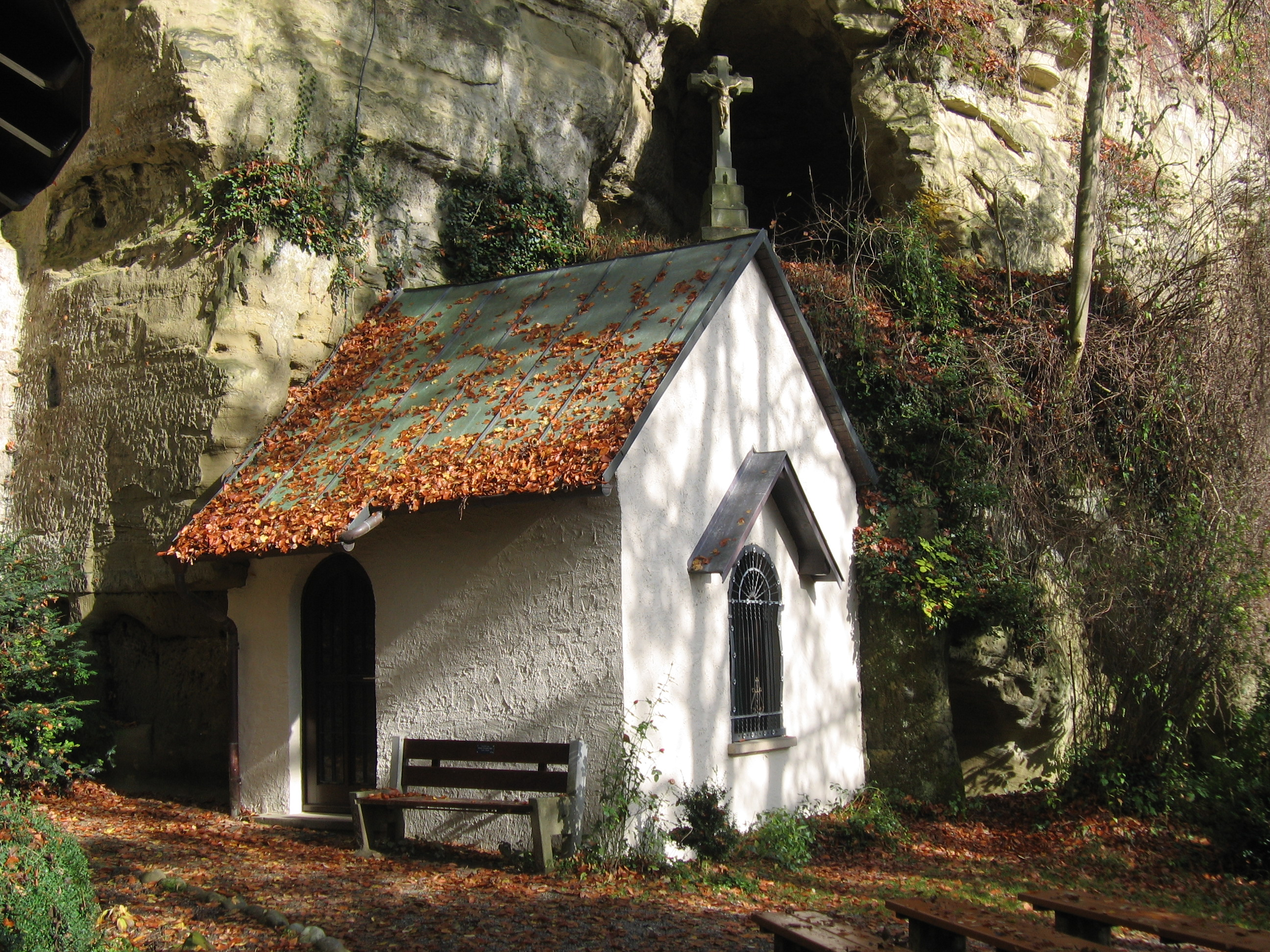
Kapelle „Maria im Stein“

Der Wallfahrtsort Maria im Stein, am südlichen Rand der Schlucht gelegen, enthält viele interessante Votivtafeln und lädt zu Ruhe und Besinnung ein. Auf einer Tafel ist zu lesen:
Alberto v. Bodmann. Nach glücklicher Flucht aus türkischer Gefangenschaft erbaute er hier an diesem Ort, wo er seine Heimatburg zum ersten Mal wieder erblickte, getreu seinem Gelöbnis der Mutter Gottes eine Kirche und starb im Jahre 1217.